# Маравич, Душан
Душан Маравич (7 марта 1939, Энжу-Женисья — 6 января 2025) — югославский футболист, полузащитник, победитель Олимпийских игр 1960 года в составе сборной Югославии.

## Биография
Родился во Франции, его отец работал в Энжу-Женисья, небольшой деревне недалеко от швейцарской границы. После Второй мировой войны его семья вернулась в Югославию и поселилась в Баймоке, деревне недалеко от Суботицы. Он начал заниматься футболом в шесть лет в местном клубе «Раднички Баймок». Профессиональную карьеру начал в клубе «Спартак Суботица». В 1958 году в возрасте 19 лет он стал игроком югославского гранда «Црвена звезда». За шесть лет с клубом Маравич провёл 82 матча в чемпионате, забив 22 гола. Он сыграл семь матчей в составе сборной Югославии и забил три мяча. Благодаря тому, что он со сборной завоевал золотую олимпийскую медаль, ему было разрешено выехать за границу до 28 лет. Таким образом, в возрасте 25 лет он стал игроком «Расинг Париж». Он играл за клуб до 1969 года, когда отправился в венесуэльский «Петаре».
После ухода со спорта он некоторое время тренировал, а также работал в администрации национального футбольного союза, позже он работал на УЕФА и ФИФА, занимал пост международного инструктора и делегата. Он выдвигался кандидатом в президенты ФИФА.
Он свободно владел французским, английским, испанским и итальянским языками. Параллельно со спортивной карьерой Маравич учился, окончил экономический факультет Белградского университета. У него есть сыновья Антони и Альфредо, последний стал спортивным агентом.
Скончался 6 января 2025 года в возрасте 85 лет.